# Kossi Agassa
Kossi Agassa (ur. 2 lipca 1978 w Lomé) – togijski piłkarz występujący na pozycji bramkarza. Zawodnik francuskiego klubu Stade de Reims.

## Kariera klubowa
| Sezon   | Klub             | Kraj                     | Rozgrywki        | Mecze | Bramki | Rozgrywki Europy | Mecze | Bramki |
| ------- | ---------------- | ------------------------ | ---------------- | ----- | ------ | ---------------- | ----- | ------ |
| 2001/02 | Africa Sports    | Wybrzeże Kości Słoniowej | Ligue 1          | 25    | 0      | -                | -     | -      |
| 2002/03 | FC Metz          | Francja                  | Ligue 2          | 18    | 0      | -                | -     | -      |
| 2003/04 | FC Metz          | Francja                  | Ligue 1          | 11    | 0      | -                | -     | -      |
| 2004/05 | FC Metz          | Francja                  | Ligue 1          | 1     | 0      | -                | -     | -      |
| 2005/06 | FC Metz          | Francja                  | Ligue 1          | 1     | 0      | -                | -     | -      |
| 2006/07 | Hércules CF      | Hiszpania                | Segunda División | 8     | 0      | -                | -     | -      |
| 2007/08 | Hércules CF      | Hiszpania                | Segunda División | 0     | 0      | -                | -     | -      |
| 2007/08 | Stade de Reims   | Francja                  | Ligue 2          | 14    | 0      | -                | -     | -      |
| 2008/09 | Stade de Reims   | Francja                  | Ligue 2          | 15    | 0      | -                | -     | -      |
| 2009/10 | FC Istres (wyp.) | Francja                  | Ligue 2          | 19    | 0      | -                | -     | -      |
| 2010/11 | Stade de Reims   | Francja                  | Ligue 2          | 23    | 0      | -                | -     | -      |
| 2011/12 | Stade de Reims   | Francja                  | Ligue 2          | 35    | 0      | -                | -     | -      |
| 2012/13 | Stade de Reims   | Francja                  | Ligue 1          | 33    | 0      | -                | -     | -      |
| 2013/14 | Stade de Reims   | Francja                  | Ligue 1          | 34    | 0      | -                | -     | -      |
| 2014/15 | Stade de Reims   | Francja                  | Ligue 1          | 17    | 0      | -                | -     | -      |
| 2015/16 | Stade de Reims   | Francja                  | Ligue 1          | 11    | 0      | -                | -     | -      |
| 2016/17 | Stade de Reims   | Francja                  | Ligue 2          |       |        | -                | -     | -      |

## Kariera reprezentacyjna
Jest reprezentantem Togo. Był uczestnikiem mistrzostw świata 2006, gdzie rozegrał wszystkie 3 mecze. W reprezentacji występował 52-krotnie.